# Op de grote stille heide
Op de grote stille heide is een Nederlandstalig lied uit het begin van de twintigste eeuw, dat ook bekendstaat onder de titel 'De herder'. De tekst van het lied is geschreven door Pieter Louwerse (1840-1908) en de melodie is van de hand van Johannes Worp.
Op de groote, stille heide

dwaalt de herder eenzaam rond

wijl de witgewolde kudde

trouw bewaakt wordt door den hond.

En, al dwalend ginds en her,

denkt de herder: "Och, hoe ver,

hoe ver is mijn heide,

hoe ver is mijn heide, mijn heide!"
Het lied werd opgenomen in de populaire liedbundel Kun je nog zingen, zing dan mee.